# Euro en Slovénie
- États membres de la zone euro : 20 pays (Allemagne, Autriche, Belgique, Chypre, Croatie, Espagne, Estonie, Finlande, France, Grèce, Irlande, Italie, Lettonie, Lituanie, Luxembourg, Malte, Pays-Bas, Portugal, Slovaquie, Slovénie)
- Micro-États non membres de l'UE utilisant l'euro avec l'accord de l'UE : 4 pays (Andorre, Monaco, Saint-Marin et Vatican)
- États non membres de l'UE qui ont adopté l'euro unilatéralement : 2 pays (Kosovo et Monténégro)
- États membres de l'Union européenne (UE) qui ont rejoint le MCE II : 1 pays (Bulgarie)
- État membre de l'UE faisant partie du MCE II mais qui est exempté de l'obligation de rejoindre la zone euro (Danemark).
- États membres de l'UE qui ont l'obligation  de rejoindre la zone euro : 5 pays (Hongrie, Pologne, Roumanie, Suède et Tchéquie)

L'introduction de l'euro en Slovénie découle du traité d'Athènes de 2003 qui a permis l'adhésion de la Slovénie à l'Union européenne le 1er mai 2004. Selon le traité d'Athènes, les nouveaux membres du l'Union européenne « doivent rejoindre l'union économique et monétaire à partir de la date d'adhésion », ce qui signifie que la Slovénie devait adopter l'euro, ce qu'elle a fait au 1er janvier 2007. La monnaie de la Slovénie était le tolar avant l'adoption de l'euro.

## Adhésion à la zone euro
La Slovénie est membre de l'union économique et monétaire de l'Union européenne (UEM) depuis le 1er juillet 2004[Quoi ?]. Le pays a mené à bien d’importantes réformes économiques et financières, son développement économique et politique lui permet de prétendre rapidement à intégrer la zone euro. En mai 2005, la Commission européenne propose que la Slovénie devienne membre de la zone euro en moins de deux ans. Les Chefs d’États et de gouvernements de l'UE acceptent en juin 2006 et les ministres des finances européens avalisent la décision un mois après.

## Statut
Le traité de Maastricht prévoit initialement que tous les membres de l'Union européenne devront rejoindre la zone euro une fois les critères de convergence atteints. La Commission européenne, dans son rapport de convergence établi le 28 avril 2006, conclut que la Slovénie remplit les conditions pour rejoindre l'euro et recommande l'accession du pays à la zone euro à partir du 1er janvier 2007.

« La Commission européenne constate que la Slovénie a réalisé un degré élevé de convergence durable au regard des critères de convergence. Le pays remplit les conditions nécessaires pour l'adoption de la monnaie unique. »

|                                                                     | Critères de convergence | Critères de convergence | Critères de convergence | Critères de convergence | Critères de convergence     |
|                                                                     | Inflation               | Finances publiques      | Finances publiques      | Membre du MCE II        | Taux d'intérêt à long terme |
| Déficit budgétaire annuel au PIB                                    | Inflation               | Dette publique au PIB   |                         | Membre du MCE II        | Taux d'intérêt à long terme |
| ------------------------------------------------------------------- | ----------------------- | ----------------------- | ----------------------- | ----------------------- | --------------------------- |
| Valeur de référence                                                 | max 2,8 %               | max 3 %                 | max 60 %                | min 2 ans               | max 6,2 %                   |
| Slovénie                                                            | 2,3 % (2006)            | 1,8 % (2006)            | 29,9 % (2006)           | depuis le 28 juin 2004  | 3,8 % (2006)                |
| Notes : 1. 2. Légende : - Critère satisfait - Critère non satisfait |                         |                         |                         |                         |                             |

## Sources

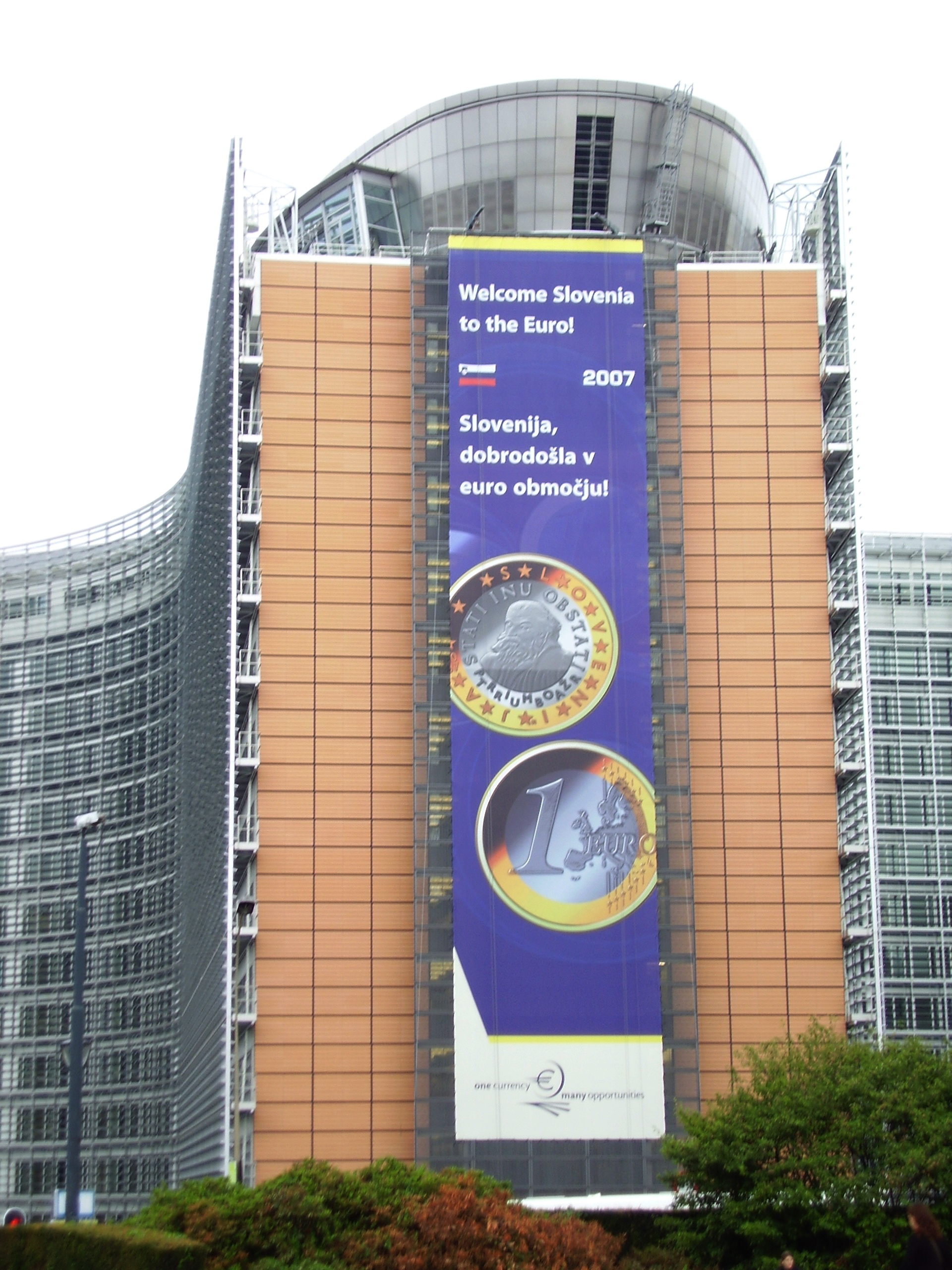
Affiche célébrant l'entrée de la Slovénie dans la zone euro sur la façade de la Commission européenne.

## Compléments